# José Roberto Silva Carvalho

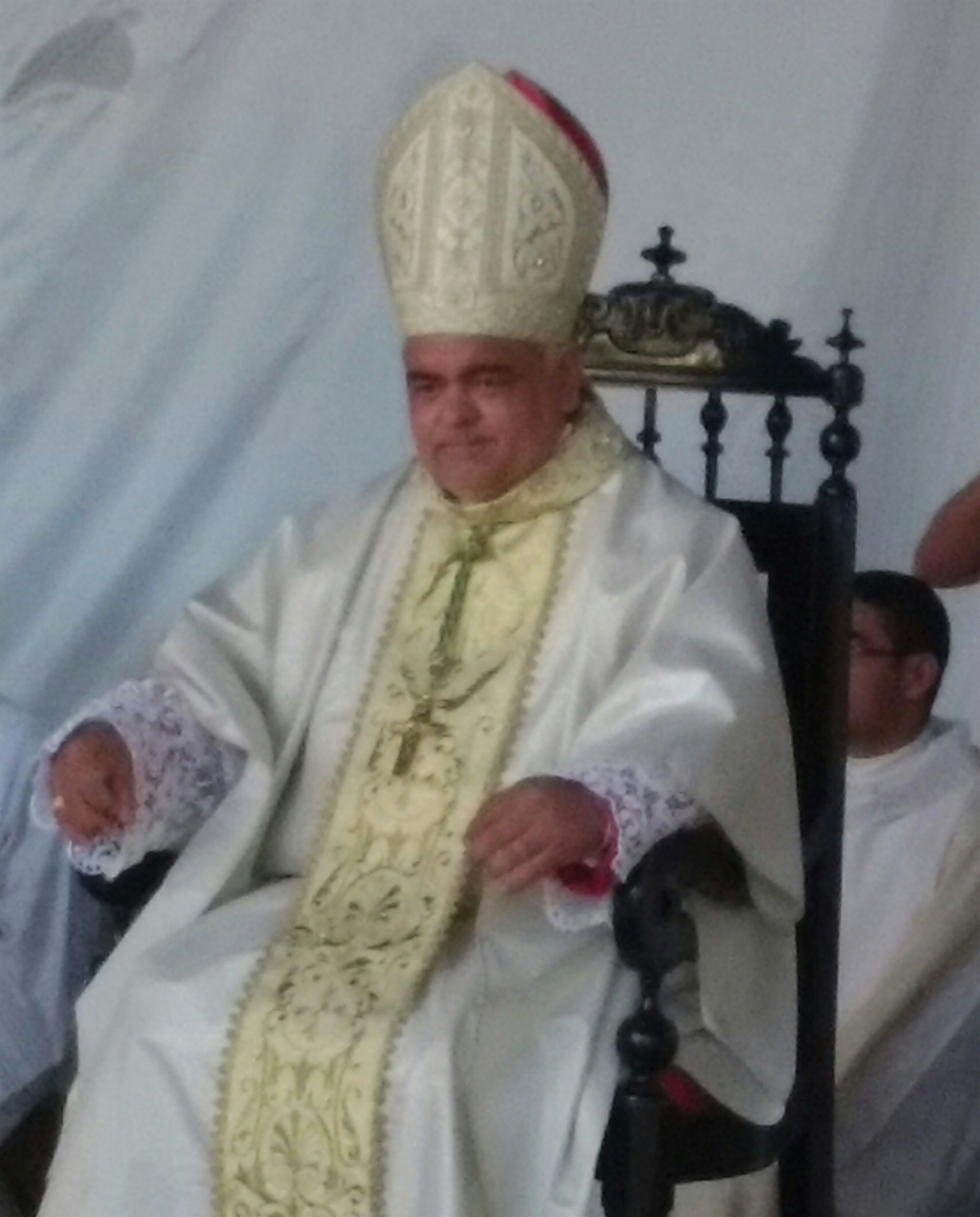
José Roberto Silva Carvalho am Tag seiner Bischofsweihe

Bischofswappen von José Roberto Silva Carvalho.

José Roberto Silva Carvalho (* 31. März 1960 in Fortaleza, Brasilien) ist ein brasilianischer Geistlicher und römisch-katholischer Bischof von Caetité.

## Leben
José Roberto Silva Carvalho studierte in Vitória da Conquista und Taubaté und empfing am 9. Juli 1995 das Sakrament der Priesterweihe für das Erzbistum Vitória da Conquista.
Er absolvierte in Rom einen Kurs für die Priesterausbildung und war von 1995 bis 2010 Rektor des philosophischen Seminars Nossa Senhora das Vitórias in Vitória da Conquista. Seit 2011 war er Mitglied des Priesterrates und des Konsultorenkollegiums des Bistums, Pfarrer der Heilig Geist-Pfarrei in Poções und Bischofsvikar für das Vikariat São Marcos. Am 15. September 2011 erhielt er den Ehrentitel Kaplan Seiner Heiligkeit.
Am 26. Oktober 2016 ernannte ihn Papst Franziskus zum Bischof von Caetité. Der Erzbischof von Vitória da Conquista, Luís Gonzaga Silva Pepeu OFMCap, spendete ihm am 29. Januar des folgenden Jahres die Bischofsweihe. Mitkonsekratoren waren der emeritierte Erzbischof von Teresina, Celso José Pinto da Silva, und der Bischof von Bom Jesus da Lapa, João Santos Cardoso.